# Ingeborg Kuhler

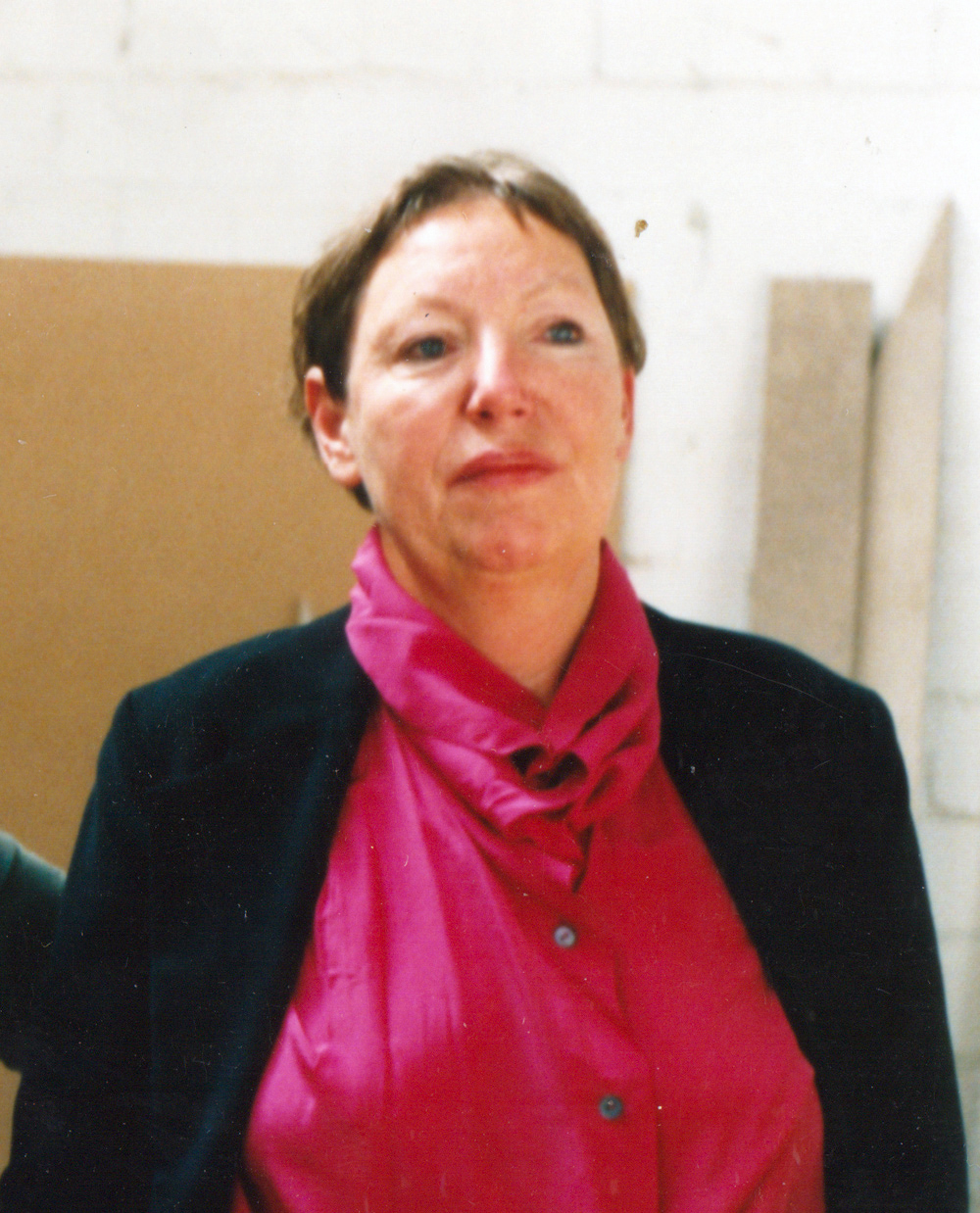
Ingeborg Kuhler im Mai 2000, in Berlin

Ingeborg Kuhler (* 25. Mai 1943 in Dachau) ist eine deutsche Architektin und Hochschullehrerin. Sie war die erste Entwurfsprofessorin an einer westdeutschen Architekturfakultät und entwarf die Pläne für das Landesmuseum für Technik und Arbeit „Technoseum“ in Mannheim.

## Leben
Ingeborg Kuhler studierte das Fach Architektur von 1964 bis 1968 an der Werkkunstschule Krefeld. Zwischen 1968 und 1974 arbeitete sie als angestellte Architektin bei Wolfgang Rathke in Wuppertal sowie im Büro von Dieter und Ulrike Kälberer. Von 1974 bis 1977 studierte sie an der Technischen Universität Berlin mit einem Schwerpunkt im Bereich Krankenhausbau. Für Ludwig Leo bearbeitete sie 1974/1975 den Wettbewerbsbeitrag für einen Bau für das Rudolf-Virchow-Krankenhaus Berlin. Ab 1978 arbeitete sie zunächst als freie Architektin und als Lehrassistentin an der TU-Berlin. In dieser Zeit war sie als freie Mitarbeiterin in Architekturbüros tätig – für die Krankenhausarchitekten Ingo Tönies und Ulrich Schroeter sowie für das Büro Poelzig und Hertling, das ebenfalls für Krankenhausbauten bekannt ist. Beim Wettbewerb für den Neubau des Gebäudes der Erziehungswissenschaftlichen Fakultät der Hochschule der Künste Berlin in der Lietzenburger Straße (heute Universität der Künste) 1982 wurde der Entwurf von Ingeborg Kuhler mit dem 2. Preis ausgezeichnet. Zum Entwurfsteam für den Wettbewerb gehörte die damalige Architekturstudentin Charlotte Frank.
Das bekannteste Werk von Kuhler ist das baden-württembergische „Landesmuseum für Technik und Arbeit“ – heute Technoseum – in Mannheim, geplant und gebaut von 1982 bis 1990. Nachdem sie 1982 den bundesoffenen Architekturwettbewerb sowohl in der ersten wie auch in der zweiten Stufe gewonnen hatte, erhielt Ingeborg Kuhler 1983 den Auftrag des Landes Baden-Württemberg zur Planung des Museums. Für diese Planung wurde sie 1992 mit dem European Award for Museum Design geehrt. Schon im Wettbewerb gab es zwei Bauherren. Ausgeschrieben war mit dem Museum ein Studiogebäude des Süddeutschen Rundfunks in Mannheim, geplant und gebaut von 1982 bis 1988. Auch der Süddeutsche Rundfunk beauftragte nach den zwei Wettbewerbsstufen die Architektin mit dem Entwurf dieses Bauwerks, das direkt vor dem Museumsbau steht. Tragwerksplaner für die Mannheimer Bauten war der renommierte Bauingenieur Stefan Polónyi. Mitarbeiter bei diesem Projekt waren u. a. die Architekten Stefan Forster, Ivan Reimann, Claus Neumann und Heike Büttner.

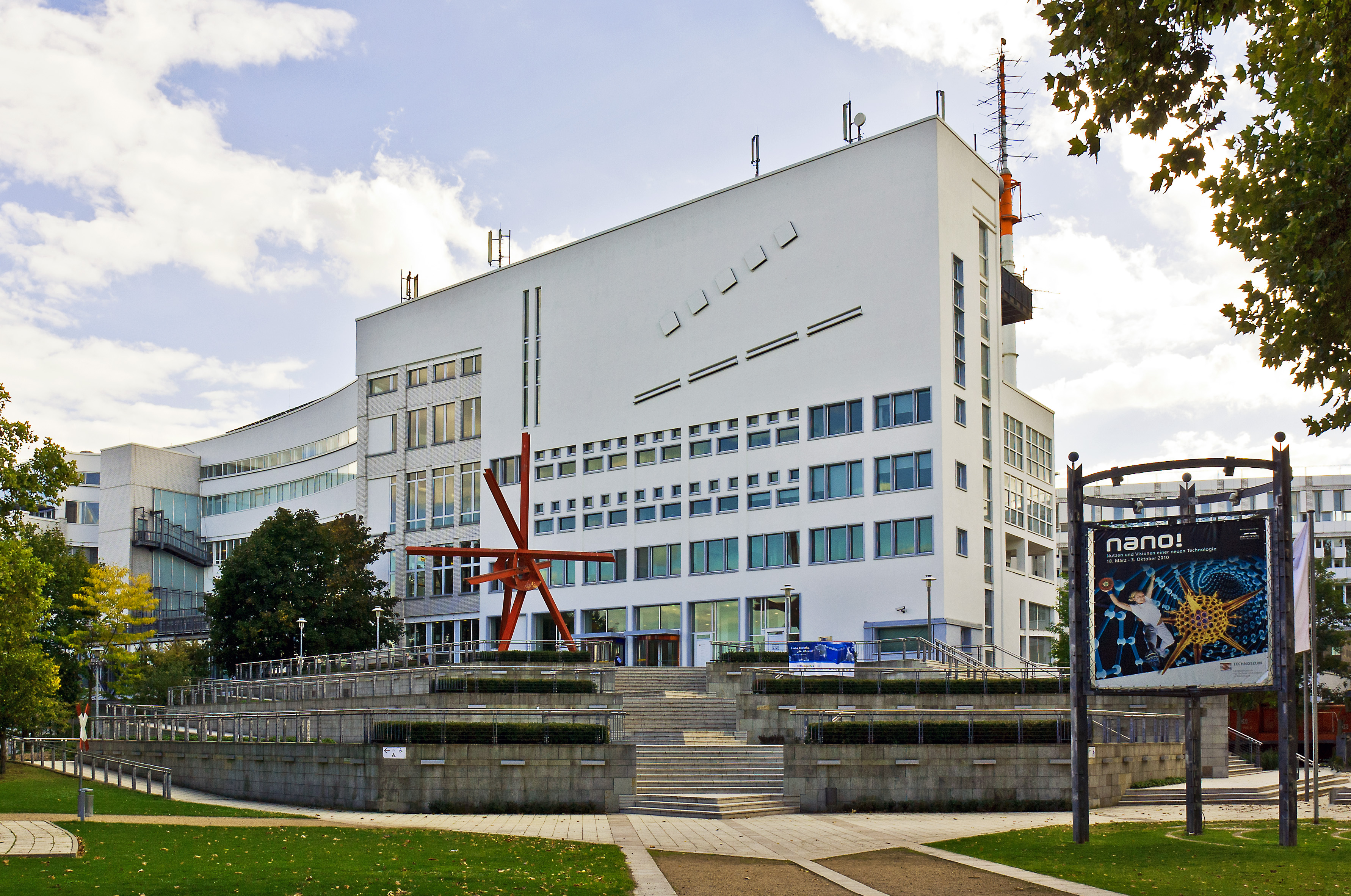
Technoseum, ehemals Landesmuseum für Technik und Arbeit in Mannheim, 1982–1990

Im Jahr 1984 wurde Ingeborg Kuhler als Professorin an die Hochschule der Künste (damals HdK, heute UdK) in Berlin berufen und war damit die erste Entwurfsprofessorin an einer westdeutschen Architekturfakultät. Ihre Lehrtätigkeit übte sie bis Oktober 2008 aus. Kuhler war von 1994 bis 1997 Mitglied und Vorsitzende des Gestaltungsbeirats der Stadt Salzburg. Seit 1982 hielt sie zahlreiche Vorträge im In- und Ausland. Außerdem war sie als Jurorin in Preisgerichten bei Architekturwettbewerben tätig. Von 1990 bis 2001 entwarf und plante Ingeborg Kuhler ein Einfamilienhaus in Berlin-Kladow.
Das von ihr entworfene Landesmuseum für Technik und Arbeit, das vorgelagerte Studiogebäude des SWR und der dazu von Dirk Jürgen Zilling entworfene und projektierte Park wurden im Januar 2020 zum Kulturdenkmal erklärt und in das Verzeichnis der Bau- und Kunstdenkmale aufgenommen.

## Werke (Auswahl)
- 1982–1988: Studio des Süddeutschen Rundfunks in Mannheim
- 1982–1990: Technoseum, ehemaliges Landesmuseum für Technik und Arbeit in Mannheim
- 1999–2001: Wohnhaus in Berlin-Kladow
- 2008: 1. Ausstellung von Zeichnungen und Aquarellen

## Auszeichnungen
- Förderungspreis des Kunstpreises Berlin für das Gebiet Baukunst, zusammen mit dem Garten- und Landschaftsarchitekten Dirk Jürgen Zilling, 1986
- European Award for Museum Design, 1992, für das Landesmuseum für Technik und Arbeit „Technoseum“
- BDA Auszeichnung guter Bauten, 1990
- Preis des Deutschen Stahlbaus, Anerkennung
- 30. September 2017 – 8. März 2018, FRAU ARCHITEKT: Im Film und in der Ausstellung im Deutschen Architekturmuseum Frankfurt und im Katalog zur Ausstellung FRAU ARCHITEKT

## Nachlass
Ein Teilnachlass Kuhlers befindet sich im IAWA (International Archive of Women in Architecture).
Vorlass im Oktober 2020 ans DAM Frankfurt, testamentarisch wird noch der Nachlass ans DAM festgelegt.